# Begerith
Begerith (russisch Бегерит) ist eine russische Metal-Band.

## Geschichte
Begerith nahm ein Album in Wladiwostok und zwei Alben im polnischen Studio Hertz (Behemoth, Vader, Hate) auf. Die Band spielte viele Konzerte in Russland mit Behemoth, Vader, Kataklysm, Therion, Arkona, Marduk und Napalm Death. Mitte 2015 kündigte die Band auf der Plattform vk.com das Release des zweiten Albums A.D.A.M. für den Herbst des Jahres an.

## Stil
Begerith war anfangs dem Black Metal zuzuordnen, wandte sich im Laufe ihrer Geschichte jedoch stufenweise dem Blackened Death Metal zu.
Die Texte der Band umfassen die Themen Okkultismus, Theologie, Philosophie, Universum und Selbstbewusstsein.

## Diskografie
Alben:
- 2013: My Way to the Star… (Irond)[2]
- 2017: A.D.A.M. (Minotauro Records)

EPs:
- 2011: Dreamactor[3]

## Belege
1. ↑  Begerith Division (Seite nicht mehr abrufbar, festgestellt im April 2018. Suche in Webarchiven)  Info: Der Link wurde automatisch als defekt markiert. Bitte prüfe den Link gemäß Anleitung und entferne dann diesen Hinweis., vk.com, 11. Juli 2015.
2. ↑  Begerith – My Way to the Star…. Encyclopaedia Metallum.
3. ↑  Begerith – Dreamactor. Encyclopaedia Metallum.